# Willisburg
Willisburg é uma cidade localizada no estado americano de Kentucky, no Condado de Washington.

## Demografia
Segundo o censo americano de 2000, a sua população era de 304 habitantes.
Em 2006, foi estimada uma população de 365, um aumento de 61 (20.1%).

## Geografia
De acordo com o United States Census Bureau tem uma área de
1,4 km², dos quais 1,4 km² cobertos por terra e 0,0 km² cobertos por água.

## Localidades na vizinhança
O diagrama seguinte representa as localidades num raio de 28 km ao redor de Willisburg.